# Razgrad (província)
Razgrad (búlgaro: Разград) é um distrito da Bulgária. Sua capital é a cidade de Razgrad.

## Municípios
| Nome                  | População (censo 2001) |
| --------------------- | ---------------------- |
| Zavet (Razgrad)       | 12.333                 |
| Isperih               | 25.287                 |
| Kubrat                | 24.124                 |
| Loznica (Razgrad)     | 15.067                 |
| Razgrad               | 58.874                 |
| Samuil                | 8.164                  |
| Car Kalojan (Razgrad) | 8.568                  |